# Was Sie schon immer über Sex wissen wollten, aber bisher nicht zu fragen wagten
Was Sie schon immer über Sex wissen wollten, aber bisher nicht zu fragen wagten ist ein 1972 gedrehter Film von Woody Allen. Der Episodenfilm ist eine satirische Verfilmung des gleichnamigen Sexualkunde-Buches von David Reuben. In sieben Episoden versucht Allen die den Buchkapiteln entsprechend gestellten Fragen zu beantworten.

## Handlung

### Wirken Aphrodisiaka?
Ein Hofnarr, der seinen Herrn, den König, nicht mehr amüsiert, muss deswegen um sein Leben fürchten. Als er über seine Zukunft nachdenkt, erscheint ihm in einer an Hamlet erinnernden Vision sein toter Vater, der ihm den Befehl gibt, mit der Königin zu schlafen.
Um sie dazu zu bringen, flößt er ihr ein Aphrodisiakum ein, welches auch wirkt. Jedoch hindert ihn der Keuschheitsgürtel der Königin daran, mit ihr zu schlafen. Als er ihn nicht öffnen kann und sich seine Hand im Gürtel einklemmt, wird er schließlich vom König entdeckt und hingerichtet.

### Was ist Sodomie?
Der Arzt Doug Ross bekommt eines Tages Besuch von dem armenischen Schafhirten Milos Stavros, der ihm erzählt, er habe sich in Daisy, eines seiner Tiere, verliebt und auch mit ihr Sex gehabt. Nun sei aber die Liebe von Daisys Seite erloschen und der Doktor solle dem Schaf gut zureden. Ross tut das Ganze zunächst als Fantasie und in den Bereich der Psychiatrie gehörend ab. Als er jedoch das Schaf zu Gesicht bekommt, verliebt er sich in das Tier. Er mietet sich ein Hotelzimmer und verheimlicht seiner Frau die Beziehung zu Daisy.
Als die Sache aber eines Tages herauskommt, wird er wegen Ehebruchs und Verführung Minderjähriger (Daisy war noch nicht volljährig) verurteilt und verliert seine Approbation. Er zieht mit Daisy in eine andere Stadt und verdingt sich als Kellner. Jedoch spürt ihn der armenische Schafhirte auf und nimmt Daisy mit in seine Heimat. Die Trennung wirft Doug aus der Bahn und er gibt sich dem Genuss von Wollwaschmittel hin.

### Warum haben manche Frauen Schwierigkeiten, zum Orgasmus zu gelangen?
Der frisch verheiratete Italiener Fabrizio stellt in der Hochzeitsnacht fest, dass seine Frau Gina offenbar frigide ist. Die Schwierigkeiten dauern an, alle Anstrengungen und Verführungskünste helfen nichts. Fabrizio wendet sich in seiner Ratlosigkeit an verschiedene Freunde, die ihm aber allesamt nicht helfen können. Auch der Pfarrer weiß keinen Rat.
Eines Tages löst sich das Problem von selbst, als Gina bemerkt, dass sie in einer Kunstgalerie unbändige Lust auf Sex bekommt. Fabrizio hat zunächst Skrupel, gibt diese aber schnell auf, als er merkt, dass gerade der Reiz, gesehen zu werden, seine Frau erregt. Von nun an schlafen die beiden an allen erdenklichen öffentlichen Orten miteinander, ob im Restaurant, auf Empfängen oder sogar im Vatikan, immer gereizt und getrieben von der Gefahr, entdeckt zu werden.

### Sind Transvestiten homosexuell?
Das Ehepaar Sam und Tess ist bei den zukünftigen Schwiegereltern ihrer Tochter eingeladen. Dort gibt Sam vor, auf die Toilette gehen zu wollen, geht in Wahrheit jedoch in das Schlafzimmer und zieht sich die Sachen der Dame des Hauses an. Er hat Gefallen daran, weibliche Kleidung zu tragen. Als sich jedoch der Hausherr nähert, klettert Sam aus dem Fenster, um nicht entdeckt zu werden. Auf der Straße vor dem Haus gerät er jedoch in einen Tumult, als ein Dieb seine Handtasche stiehlt. Sam versucht krampfhaft, sein wahres Geschlecht zu verheimlichen, indem er sich ein Taschentuch vor seinen Schnurrbart hält. Als jedoch die Polizei eintrifft und sich auch seine Frau und seine Gastgeber für die Szene interessieren, fliegt seine Identität auf.
Abends im ehelichen Bett äußert Tess Verständnis und sagt, dass sie ihn trotzdem liebt, aber beklagt sich, dass Sam ihr nichts von seiner „Krankheit“, wie sie es nennt, gesagt habe.

### Was ist Perversion?
Der Zuschauer wird Zeuge eines Reklamespots, in dem ein homosexuelles Paar Werbung für ein Haarpflegemittel für Männer macht. Der Hersteller dieses Mittels ist wiederum Sponsor einer Ratesendung mit dem Titel Was bin ich für ein Perverser?, in der ein Panel aus vier Prominenten die sexuellen Vorlieben eines Gastes erraten muss. Der erste Kandidat, Bernard Jaffe, hat die Vorliebe, sich in der U-Bahn zu entblößen, was die Prominenten nicht erraten.
Im zweiten Teil hat der Gewinner eines Zuschauerspiels die Möglichkeit, seine Perversion vor der Kamera auszuleben. In der heutigen Sendung ist es ein Rabbi namens Chaim Baumel, der es liebt, sich fesseln zu lassen. Eine Dame aus dem Panel fesselt den Rabbi und eine Assistentin züchtigt ihn mit der Peitsche, während seine Ehefrau vor seinen Augen Schweinefleisch isst.

### Sind die Ergebnisse der Ärzte und Kliniken, die Sexualforschung betreiben, genau zutreffend?
Der junge Wissenschaftler Victor Shakapopulis und die Journalistin Helen sind gemeinsam zu dem öffentlichkeitsscheuen Sexualforscher Dr. Bernardo unterwegs. Victor soll sein neuer Assistent werden, Helen will ihn interviewen. Als sie ankommen, wird ihnen die Tür vom buckligen Diener Igor geöffnet, dessen Missbildungen Ergebnis eines Experiments sind, bei dem ihm von Dr. Bernardo ein vierstündiger Orgasmus verschafft wurde.
Schnell stellen sie fest, dass Dr. Bernardo ein Wahnsinniger ist, der sie für seine abstrusen Experimente missbrauchen will. Als sie flüchten können, gehen einige Apparaturen zu Bruch, was dazu führt, dass ein Bassin mit Silikon, das für die übermäßige Vergrößerung der Brüste einer Versuchsperson gedacht war, überläuft.
Victor und Helen können fliehen, die Villa des Doktors geht in Flammen auf. Jedoch kann eine einzelne, aus dem Silikon entstandene riesige weibliche Brust entkommen, die die beiden verfolgt. Nachdem bereits einige Todesopfer zu beklagen sind, die von der Brust entweder zerquetscht oder mit Milch ertränkt wurden, können Victor und der örtliche Sheriff die Brust, deren Größe der junge Forscher auf Körbchengröße X schätzt, mit einem überdimensionierten Büstenhalter einfangen. Die Gefahr ist gebannt, jedoch bleibt die Frage, wo das Gegenstück ist, weil Brüste doch gewöhnlich paarweise auftreten.

### Was geschieht bei der Ejakulation?
Während eines romantischen Dinners werden im Gehirn des Mannes routiniert die Aktivitäten koordiniert. Die Arbeiter im Magen werden zur Verdauung angehalten, Augen und Ohren wird die Kontaktaufnahme befohlen. Als sich Geschlechtsverkehr anbahnt, geht es hektischer zu. Es kommt zu Schwierigkeiten, als das Lustzentrum nicht genügend arbeitet und deswegen die Arbeiter in der Leistengegend keine ausreichende Erektion hinbekommen.
Unterdessen warten die Spermien gespannt auf den Höhepunkt ihrer Ausbildung. Nur ein Exemplar, das eine schwarze Hornbrille trägt, hat Angst, weil es nicht weiß, was passieren wird. Doch seine Kollegen erinnern es an seinen Eid und es fügt sich in sein Schicksal.
Nachdem ein Zwischenfall mit einem Pfarrer überstanden ist, der das Gewissen gefesselt und den Schuldreflex ausgelöst hatte, kommt es schließlich zum Vollzug. Die Spermien springen ab und im Gehirn lassen die Techniker schon die Sektkorken knallen, als sich eine Wiederholung der Aktion abzeichnet.

## Synchronisation
Es existieren zwei deutsche Synchronfassungen. Die erste Fassung entstand bei der Ultra-Film in Berlin. Marcel Valmy schrieb das Dialogbuch und Josef Wolf führte Regie. Die zweite Fassung entstand nach einem Dialogbuch und unter der Dialogregie von John Pauls-Harding.
| Rolle                               | Darsteller       | Synchronsprecher (Kino 1973) | Synchronsprecher (TV 1987) |
| ----------------------------------- | ---------------- | ---------------------------- | -------------------------- |
| Hofnarr, Victor, Fabrizio, Spermium | Woody Allen      | Harald Juhnke                | Wolfgang Draeger           |
| Königin                             | Lynn Redgrave    | Dagmar Altrichter            | Eva Kinsky                 |
| König                               | Anthony Quayle   | Heinz Petruo                 | Klaus Kindler              |
| Dr. Doug Ross                       | Gene Wilder      | Harry Wüstenhagen            | Elmar Wepper               |
| Milos Stavros                       | Titos Vandis     | Wolfgang Lukschy             | Norbert Gastell            |
| Gina                                | Louise Lasser    | Gisela Uhlen                 | ?                          |
| Sam                                 | Lou Jacobi       | Franz Otto Krüger            | Bruno W. Pantel            |
| Er selbst                           | Jack Barry       | Friedrich W. Bauschulte      | Hartmut Reck               |
| Bernard Jaffe                       | H.E. West        | Friedrich Schoenfelder       | Horst Sachtleben           |
| Dr. Bernardo                        | John Carradine   | Fritz Tillmann               | Horst Sachtleben           |
| Rabbi Chaim Baumel                  | Baruch Lumet     | Herbert Weißbach             | Donald Arthur              |
| Helen Lacey                         | Heather MacRae   | Almut Eggert                 | Susanne von Medvey         |
| Gehirnoperator                      | Tony Randall     | Norbert Langer               | Gerd Vespermann            |
| Leiter der Spermienvermittlung      | Burt Reynolds    | Michael Chevalier            | Manfred Seipold            |
| Gehirnkontrolleur                   | Oscar Beregi Jr. | Edgar Ott                    | Holger Hagen               |
| das Mädchen (hat an NYU studiert!)  | Erin Fleming     | ?                            | Inez Günther               |
| Priester                            | Jay Robinson     | Eric Vaessen                 | Thomas Reiner              |

## Hintergründe
Allens Film ist eine parodistische Verarbeitung des 1969 erschienenen und damals populären gleichnamigen Sexualkundebuches von David Reuben, einem US-amerikanischen Arzt. Das Buch hatte einen starken Einfluss auf die Sexualerziehung in den Vereinigten Staaten, wobei Reuben in seinem Buch eher konservative Ansichten vertrat und beispielsweise Homosexualität als Krankheit bezeichnete. Das Buch wurde dennoch in 54 Sprachen übersetzt und in 52 Ländern mit einer Gesamtauflage von über 150 Millionen Exemplaren verkauft.
Darüber hinaus ist Allens Film auch eine Sammlung von Zitaten und Hommagen an frühere Filme oder andere Regisseure. So ist die komplett in italienischer Sprache gehaltene dritte Episode, die in der Kinoauswertung nicht untertitelt wurde, eine Hommage an die Filme von Michelangelo Antonioni, die Episode um den verrückten Wissenschaftler eine Satire auf die Horror- und Science-Fiction-B-Movies der 1950er Jahre, und die schwarz-weiß gedrehte Episode um die Perversität eine Parodie auf die lange Jahre populäre Fernsehsendung What’s my Line?, dem Vorbild für Was bin ich? mit Robert Lembke.

## Trivia
- Der Film startete am 6. August 1972 in den US-amerikanischen, am 31. Januar 1973 in den bundesdeutschen und im März 1973 in den österreichischen Kinos.[5] Die Produktionskosten betrugen ca. 2 Millionen US-Dollar, der Film spielte in den Kinos der USA ca. 18 Millionen US-Dollar ein.[6]
- Allen hatte für den Film ein achtes Kapitel mit dem Titel Was macht einen Mann homosexuell? gefilmt, in dem er eine Spinne darstellte, und von Louise Lasser als Schwarzer Witwe nach dem Liebesspiel verspeist wird. Die Sequenz wurde gestrichen, weil Allen kein adäquates Ende finden konnte.
- Der Name von Woody Allens Figur im vorletzten Kapitel, Victor Shakapopulis, ist derselbe, den er in Was gibt’s Neues, Pussy? trug.
- Woody Allen wurde bei der deutschen Kinoauswertung von Harald Juhnke synchronisiert. Für eine Fernsehausstrahlung im ZDF 1987 wurde eine neue Synchronfassung erstellt, in der wieder Allens Stammsprecher Wolfgang Draeger zum Zuge kam.
- Die siebte und letzte Szene, Was geschieht bei der Ejakulation?, diente extra3 als Vorlage für den Film Boris Beckers Samenraub.[7]

## Kritiken
„Teils grelle, teils hintergründige parodistische Filmsatire auf die Sexwelle der frühen 70er Jahre. In sieben ‚Kapiteln‘ voll beißenden Spotts entlarvt der Regisseur die damals modischen Themen und Komplexe durch Übersteigerung bis ins Monströse, die mit rücksichtsloser Konsequenz durchgehalten wird. Die populärwissenschaftlichen Banalitäten der Aufklärungswelle werden dabei lustvoll karikiert; zugleich ergeben sich amüsante Genrepersiflagen.“

„Woody Allens Parodie auf die Aufklärungswelle der 70er Jahre ist auch nach etwa 40 Jahren noch unterhaltsam und trotz einiger Albernheiten streckenweise saukomisch. Die Episoden machen allesamt durchgehend Spaß und überzeugen durch originelle Ideen und liebevoll gestaltete Charaktere. Absolut sehenswert, besonders für alle, die sich schon immer merkwürdig zu Schafen hingezogen fühlten oder unbedingt wissen wollten, was denn nun wirklich bei Spermien vor sich geht, wenn sie gebraucht werden.“